# أنغي ديجبو
أنغي ديجبو (بالفرنسية: Ange Digbeu)‏ هو لاعب كرة قدم فرنسي في مركز الدفاع، ولد في 29 يونيو 1992 في باريس في فرنسا. لعب مع بورغ أون بريس بيروناس ونادي بوفيه ونادي فريجوس ونادي نيس.

## وصلات خارجية
- أنغي ديجبو على موقع قاعدة بيانات كرة القدم.إي يو (الإنجليزية)
- أنغي ديجبو على موقع Soccerway.com (الإنجليزية)
- أنغي ديجبو على موقع AS.com (الإسبانية)